# Études vétérinaires en Espagne
En Espagne, la formation des vétérinaires est assurée par 13 universités situées à Barcelone, Cáceres, Cordoue, Las Palmas de Gran Canaria, León, Lérida, Lugo, Madrid, Murcie, Saragosse et Valence. Les études durent au minimum entre cinq et six ans (selon les universités) après le bachillerato (es). L'enseignement vétérinaire en Espagne se caractérise par le grand nombre d'établissements d'enseignement existant, une particularité due notamment au degré élevé de décentralisation de l’Éducation aux communautés autonomes.
La majorité sont des universités publiques, seules trois sont privées, l'université Alphonse X le Sage (es) de Madrid, l'université CEU Cardinal Herrera de Valence et l'université catholique de Valence (es). En mai 2017, seules huit facultés sont approuvées ou accréditées par l'Association européenne des établissements d'enseignement vétérinaire (AEEEV), permettant ainsi à leurs diplômés de prétendre à une résidence menant à une spécialisation.

## Historique

### XVIIIesiècle
L'École nationale vétérinaire de Madrid fut fondée en 1792. Elle fut renommée faculté vétérinaire de l'université complutense de Madrid par l'ordre royal du 6 août 1835 de la reine Isabelle II. 

### XIXesiècle
Les facultés vétérinaires des universités de Cordoue et de Saragosse furent fondées en 1848, sous le nom d’Écoles subalternes vétérinaires, par l'ordre royal du 19 août 1847 de la reine Isabelle II. 

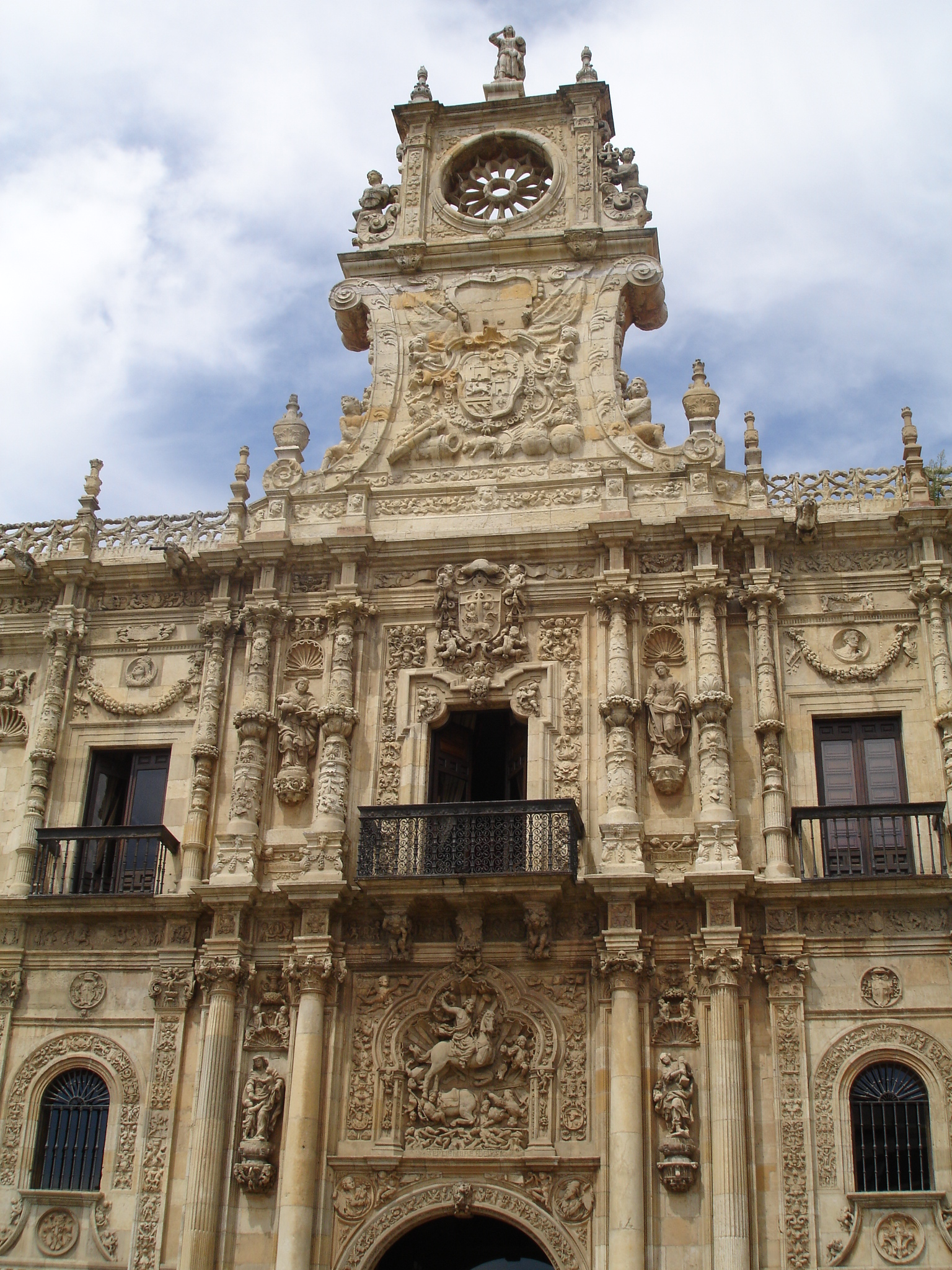
Détail de la façade du monastère Saint Marc de León, première résidence de l'école vétérinaire de León.

L’École vétérinaire de León fut ensuite créée en 1852 dans les locaux du monastère Saint Marc de León. 
En 1882 l’École spéciale vétérinaire de Lugo, fut établie au sein de l'université de Saint-Jacques-de-Compostelle, en Galice. 

### XXesiècle
Les facultés vétérinaires des universités de Barcelone, Murcie et Cáceres furent créées en 1982. 
La faculté vétérinaire de l'université de Las Palmas de Gran Canarias fut créée en 1986. 
Une première université privée, l'université CEU Cardinal Herrera de Valence, ouvre une faculté vétérinaire. 

### XXIesiècle
En 2002, l'université privée Alphonse X le Sage de Madrid ouvre sa faculté vétérinaire malgré la désapprobation des académiques et des professionnels.
En décembre 2014 des vétérinaires espagnols manifestent contre les projets d'ouverture de 5 facultés vétérinaires (3 publiques à Lérida, Valence et Vitoria, et 2 privés à Alicante et Madrid), estimant que les 12 existantes forment déjà trop de vétérinaires par rapport au marché du travail,,. 
En 2014 l'université de Lérida inaugure son cursus vétérinaire au sein de son École technique supérieure d’ingénierie agronome (ETSEA), malgré les critiques des organisations professionnelles. 
L'université de Valence (publique) prévoit d'ouvrir sa faculté vétérinaire pour l'année universitaire 2016/2017, ce qui en ferait la troisième faculté vétérinaire de cette ville.